# レジーナ・モロズ
- レギーナ・マロース

レジーナ・モロズ（ロシア語: Регина Викторовна Мороз, ラテン文字転写: Regina Viktorovna Moroz, 女性、1987年1月14日 - ）は、ロシアのバレーボール選手。ポジションミドルブロッカー。ロシア代表。

## 来歴
2005年、Indesitへ入団し、プロとしてのキャリアをスタートさせる。2009-10シーズンより強豪クラブのディナモ・カザンへ移籍し、レギュラーとして活躍する。2011-12シーズンに所属していた栗原恵とはチームメイトであった。2014年、欧州チャンピオンズリーグ、世界クラブ選手権ではともに金メダルを獲得した。同年9月の世界選手権に出場した。

## 球歴
- 世界選手権 - 2014年

## 所属クラブ
- Indesit（2005-2009年）
- ディナモ・カザン（2009-2014年）
- ディナモ・モスクワ（2014-2016年）
- PSK Sakhaline（2016-）

## 受賞歴
- 2014年 - 世界クラブ選手権 ベストミドルブロッカー賞